# Mycalesis heri
Mycalesis heri är en fjärilsart som beskrevs av Moore 1857. Mycalesis heri ingår i släktet Mycalesis och familjen praktfjärilar. IUCN kategoriserar arten globalt som livskraftig. Inga underarter finns listade i Catalogue of Life.